# Limnophila oliveri
Limnophila oliveri är en tvåvingeart som beskrevs av Alexander 1923. Limnophila oliveri ingår i släktet Limnophila och familjen småharkrankar. Inga underarter finns listade i Catalogue of Life.